# Cermenlerek
Cermenlerek is een bestuurslaag in het regentschap Gresik van de provincie Oost-Java, Indonesië. Cermenlerek telt 1402 inwoners (volkstelling 2010).